# Marathon van Parijs

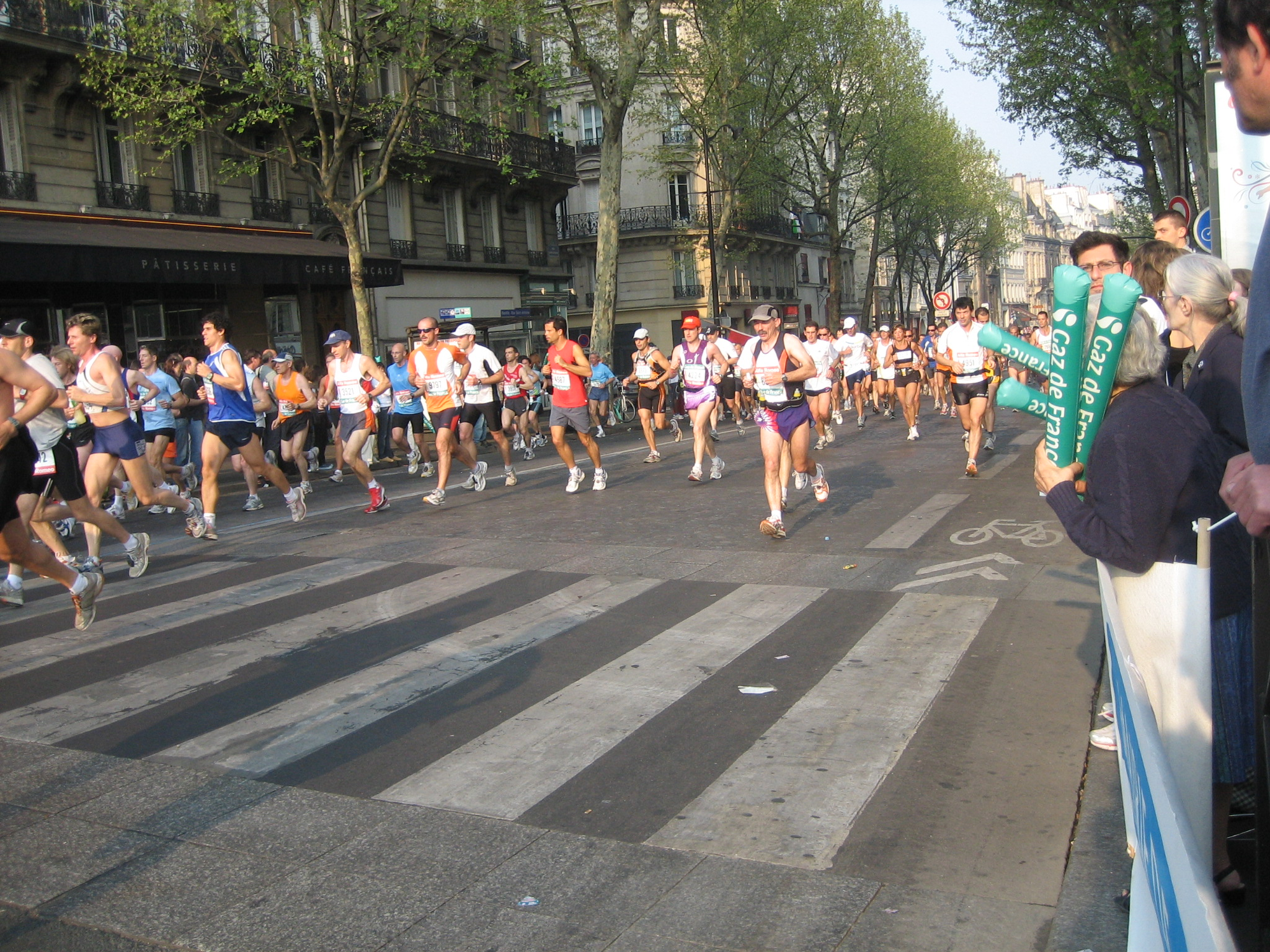
De marathon van Parijs in 2007

De marathon van Parijs is een hardloopevenement dat jaarlijks in Parijs wordt gehouden. De hoofdafstand is de marathon (42,195 km). Qua deelnemersaantal is dit de grootste marathon in Europa en de een na grootste (na de New York City Marathon) in de wereld.
Normaal gesproken wordt de loop op de eerste zondag van april gehouden (ongeveer twee weken voor de marathon van Londen). Er is een inschrijvingslimiet van 55.000 deelnemers. Hij wordt georganiseerd door de Amaury Sport Organisation. Hij heeft een opmerkelijke attractieve route door het centrum van Parijs.
De marathon staat ook bekend om zijn gemis aan publiek, met name de laatste kilometers rond Bois de Boulogne.

## Geschiedenis
De eerste marathon van Parijs werd gehouden in 1896. Een grote menigte had zich verzameld om de 191 deelnemers te zien. Men liep een afstand van 40 kilometer van Parijs naar Conflans-Sainte-Honorine en de organisatie besloot een prijs uit te reiken aan alle lopers die de wedstrijd binnen de 4 uur liepen. De eerste wedstrijd werd gewonnen door Len Hurst uit Engeland die met een tijd van 2 uur, 31 minuten en 30 seconden over de finish kwam. Zijn prijzengeld was 200 franc. De wedstrijd had een afstand van 40 km, omdat dit de afstand is tussen het plaatsje Marathónas en Athene. De huidige afstand is 42.195 km en de standaardafstand van de olympische marathon.
De eerste editie van de jaarlijkse marathon werd gehouden op 18 september 1976. Aan deze wedstrijd namen geen vrouwen deel en de wedstrijd werd gewonnen door de Fransman Jean-Pierre Eudier in 2:20.57,6. Twee jaar later nam de eerste vrouw deel aan de wedstrijd en zij finishte met een tijd van 3:26.15.
Op de 30e editie in 2006 kregen alle marathonlopers een speciaal souvenir. De organisatie was echter teleurgesteld toen bleek, dat een aantal medailles gestolen was door mensen die deden alsof ze hardloper waren. Er moesten ongeveer 2000 nieuwe medailles gemaakt worden en worden opgestuurd naar de lopers die er geen gekregen hadden.
In 2012 werd het parcoursrecord bij de vrouwen verbeterd. De Ethiopische Tirfi Tsegaye won de wedstrijd bij de vrouwen in 2:21.40. Twee jaar later stelde haar illustere landgenoot Kenenisa Bekele het parcoursrecord bij de mannen op 2:05.03.
Een aantal maal was de wedstrijd ook het toneel van de Franse kampioenschappen op de marathon. Dit was het geval in de jaren 1976, 1992, 1993, 1994, 1995 en 1996.
De editie van 2020 werd verplaatst naar oktober vanwege het rondwarende coronavirus in Frankrijk.

## Parcours
De race start vanaf de Champs-Élysées en gaat heuvelafwaarts naar de Place de la Concorde en daarna rechtsaf naar de Rue de Rivoli. Men komt daarna langs het Louvre en gaat over de Place de la Bastille de Boulevard Soult naar het Bois de Vincennes. Na een lange lus over Bois de Vincennes keert het parcours terug naar het hartje van Parijs. Het halve-marathonpunt ligt op rue de Charenton. De route loopt dan langs de Seine, passeert het Île de la Cité en gaat onder de Pont Neuf, waarna een serie tunnels komt. Aan het Trocadéro tegenover de Eiffeltoren ligt een grote drinkpost waar men ook een voetmassage kan krijgen. De route gaat dan weer langs de Seine en buigt vervolgens af naar het oosten langs het Bois de Boulogne. Vanaf daar is het 200 meter naar de finish op de Avenue Foch.

## Statistiek

### Parcoursrecords
- Mannen: 2:04.23, Elisha Rotich  KEN, 2021
- Vrouwen: 2:20.55, Purity Rionoripo  KEN, 2017

### Top 10 finishtijden
Met een gemiddelde tijd van 2:04.55,1 over de snelste tien finishtijden ooit gelopen in deze wedstrijd staat Parijs op de elfde plaats van de lijst van snelste marathonsteden.
| Rang | Naam               | Land | Tijd    | Jaar | Plek |
| ---- | ------------------ | ---- | ------- | ---- | ---- |
| 1    | Elisha Rotich      | KEN  | 2:04.23 | 2021 | 1    |
| 2    | Hailelmaryam Kiros | ETH  | 2:04.42 | 2021 | 2    |
| 3    | Hillary Kipsambu   | KEN  | 2:04.45 | 2021 | 3    |
| 4    | Barselius Kipyego  | KEN  | 2:04.49 | 2021 | 4    |
| 5    | Abayneh Degu       | ETH  | 2:04.52 | 2021 | 5    |
| 6    | Kenenisa Bekele    | ETH  | 2:05.03 | 2014 | 1    |
| 7    | Deso Gelmisa       | ETH  | 2:05.07 | 2022 | 1    |
| 8    | Morris Gachaga     | KEN  | 2:05.09 | 2021 | 6    |
| 9    | Seifu Tura         | ETH  | 2:05.10 | 2022 | 2    |
| 10   | Tsegaye Getachew   | KEN  | 2:05.11 | 2021 | 7    |

(bijgewerkt t/m 2025)

### Resultaten
| 42 | 8 april 2018      | Paul Longyangata                     | Kenia                                | 2:06.25                | Betsy Saina             | Kenia               | 2:22.56     |             |             |
| 41 | 9 april 2017      | Paul Longyangata                     | Kenia                                | 2:06.10                | Purity Rionoripo        | Kenia               | 2:20.55     |             |             |
| 40 | 3 april 2016      | Cyprian Kotut                        | Kenia                                | 2:07.11                | Visiline Jepkesho       | Kenia               | 2:25.52     |             |             |
| 39 | 12 april 2015     | Mark Korir                           | Kenia                                | 2:05.49                | Meseret Mengistu        | Ethiopië            | 2:23.26     |             |             |
| 38 | 6 april 2014      | Kenenisa Bekele                      | Ethiopië                             | 2:05.03                | Filomena Cheyech Daniel | Kenia               | 2:22.44     |             |             |
| 37 | 7 april 2013      | Peter Some                           | Kenia                                | 2:05.38                | Feyse Tadese            | Ethiopië            | 2:21.05     |             |             |
| 36 | 15 april 2012     | Stanley Biwott                       | Kenia                                | 2:05.12                | Tirfi Tsegaye           | Ethiopië            | 2:21.40     |             |             |
| 35 | 10 april 2011     | Benjamin Kiptoo                      | Kenia                                | 2:06.29                | Priscah Jeptoo          | Kenia               | 2:22.51     |             |             |
| 34 | 11 april 2010     | Tadese Tola                          | Ethiopië                             | 2:06.41                | Atsede Baysa            | Ethiopië            | 2:22.04     |             |             |
| 33 | 5 april 2009      | Vincent Kipruto                      | Kenia                                | 2:05.47                | Atsede Baysa            | Ethiopië            | 2:24.42     |             |             |
| 32 | 6 april 2008      | Tsegay Kebede                        | Ethiopië                             | 2:06.40                | Martha Komu             | Kenia               | 2:25.33     |             |             |
| 31 | 15 april 2007     | Mubarak Shami                        | Qatar                                | 2:07.19                | Askale Tafa             | Ethiopië            | 2:25.07     |             |             |
| 30 | 9 april 2006      | Gashaw Asfaw                         | Ethiopië                             | 2:08.03                | Irina Timofejeva        | Rusland             | 2:27.22     |             |             |
| 29 | 10 april 2005     | Salim Kipsang                        | Kenia                                | 2:08.03                | Lidia Grigorjeva        | Rusland             | 2:27.01     |             |             |
| 28 | 4 april 2004      | Ambesse Tolosa                       | Ethiopië                             | 2:08.56                | Salina Kosgei           | Kenia               | 2:24.32     |             |             |
| 27 | 6 april 2003      | Michael Rotich                       | Kenia                                | 2:06.33                | Béatrice Omwanza        | Kenia               | 2:27.44     |             |             |
| 26 | 7 april 2002      | Benoît Zwierzchiewski                | Frankrijk                            | 2:08.18                | Marleen Renders         | België              | 2:23.05     |             |             |
| 25 | 8 april 2001      | Simon Biwott                         | Kenia                                | 2:09.40                | Florence Barsosio       | Kenia               | 2:27.53     |             |             |
| 24 | 9 april 2000      | Mohamed Ouaadi                       | Frankrijk                            | 2:08.49                | Marleen Renders         | België              | 2:23.43     |             |             |
| 23 | 4 april 1999      | Julius Ruto                          | Kenia                                | 2:08.10                | Cristina Costea         | Roemenië            | 2:26.10     |             |             |
| 22 | 5 april 1998      | Jackson Kabiga                       | Kenia                                | 2:09.36                | Nicole Caroll           | Australië           | 2:27.06     |             |             |
| 21 | 6 april 1997      | John Kemboi                          | Kenia                                | 2:10.14                | Helena Razdroguina      | Rusland             | 2:29.10     |             |             |
| 20 | 21 april 1996     | Henrique Chrisostomo                 | Portugal                             | 2:12.16                | Alina Tecuta            | Roemenië            | 2:29.32     |             |             |
| 19 | 2 april 1995      | Domingos Castro                      | Portugal                             | 2:10.06                | Judit Nagy              | Hongarije           | 2:31.43     |             |             |
| 18 | 24 april 1994     | Saïd Er Mili                         | Marokko                              | 2:10.57                | Mari Tanigawa           | Japan               | 2:27.55     |             |             |
| 17 | 25 april 1993     | Leszek Beblo                         | Polen                                | 2:10.46                | Mitsuyo Yoshida         | Japan               | 2:29.16     |             |             |
| 16 | 29 maart 1992     | Luis Soares                          | Frankrijk                            | 2:10.03                | Tatiana Titova          | Rusland             | 2:31.12     |             |             |
| X  | 14 april 1991     | Geannuleerd                          | Geannuleerd                          | Geannuleerd            | Geannuleerd             | Geannuleerd         | Geannuleerd | Geannuleerd | Geannuleerd |
| 15 | 6 mei 1990        | Steve Brace                          | Verenigd Koninkrijk                  | 2:13.10                | Yoshiko Yamamoto        | Japan               | 2:35.11     |             |             |
| 14 | 30 april 1989     | Steve Brace                          | Verenigd Koninkrijk                  | 2:13.03                | Kazue Kojima            | Japan               | 2:29.23     |             |             |
| 13 | 15 mei 1988       | Manuel Matias                        | Portugal                             | 2:13.53                | Aurora Cunha            | Portugal            | 2:34.56     |             |             |
| 12 | 17 mei 1987       | Abebe Mekonnen                       | Ethiopië                             | 2:11.09                | Héléna Cobos            | Spanje              | 2:34.47     |             |             |
| 11 | 4 mei 1986        | Ahmed Salah                          | Djibouti                             | 2:12.44                | Maria Lelut Rebelo      | Frankrijk           | 2:32.16     |             |             |
| 10 | 11 mei 1985       | Jacky Boxberger                      | Frankrijk                            | 2:10.49                | Maureen Hurst           | Verenigd Koninkrijk | 2:43.31     |             |             |
| 9a | 12 mei 1984       | Ahmed Salah                          | Djibouti                             | 2:11.58                | Sylviane Geffray        | Frankrijk           | 2:38.20     |             |             |
| 9b | 23 september 1984 | Extra vrouwenwedstrijd               | Extra vrouwenwedstrijd               | Extra vrouwenwedstrijd | Lorraine Moller         | Nieuw-Zeeland       | 2:32.44     |             |             |
| 8  | 14 mei 1983       | Jacky Boxberger                      | Frankrijk                            | 2:12.38                | Jacqueline Courtade     | Engeland            | 2:58.14     |             |             |
| 7  | 16 mei 1982       | Ian Thompson                         | Verenigd Koninkrijk                  | 2:14.08                | Anne-Marie Cienka       | Frankrijk           | 2:56.14     |             |             |
| 6  | 24 mei 1981       | Dave Cameron Ron Tabb (gelijke tijd) | Verenigd Koninkrijk Verenigde Staten | 2:11.44                | Chantal Langlace        | Frankrijk           | 2:48.24     |             |             |
| 5  | 18 mei 1980       | Sylvain Cacciatore                   | Frankrijk                            | 2:25.50                | Gillian Horowitz        | Engeland            | 2:49.42     |             |             |
| 4  | 24 juni 1979      | Fernand Kolbeck                      | Frankrijk                            | 2:18.53                | Vreni Forster           | Zwitserland         | 2:51.14     |             |             |
| 3  | 27 juni 1978      | Gilbert Coutant                      | Frankrijk                            | 2:34.55                | Lawrence                | Verenigde Staten    | 3:26.15     |             |             |
| 2  | 11 juni 1977      | Gérard Métayer                       | Frankrijk                            | 2:30.41                |                         |                     |             |             |             |
| 1  | 18 september 1976 | Jean-Pierre Eudier                   | Frankrijk                            | 2:20.57,6              |                         |                     |             |             |             |
| X  | 1896              | Len Hurst                            | Verenigd Koninkrijk                  | 2:31.30                |                         |                     |             |             |             |

### Ontwikkeling finishaantallen
| Jaar | Totaal | Vrouwen     |
| ---- | ------ | ----------- |
| 2018 | 43.537 | 10.320      |
| 2017 | 42.469 | 10.855      |
| 2016 | 41.708 | 10.084      |
| 2015 | 40.172 | 9555        |
| 2014 | 39.115 | 8030        |
| 2013 | 38.690 | 7911        |
| 2012 | 32.980 | 6354        |
| 2011 | 30.648 | 6031        |
| 2010 | 30.976 | 5737        |
| 2009 | 30.334 | 5053        |
| 2008 | 28.884 | 4672        |
| 2007 | 26.880 | 4373        |
| 2006 | 30.772 | 4818        |
| 2005 | 28.857 | 4198        |
| 2004 | 29.699 | 4250        |
| 2003 | 29.036 | 575 (elite) |
| 2002 | 24.025 | onbekend    |
| 2001 | 22.343 | onbekend    |
| 2000 | 27.596 | onbekend    |
| 1999 | 17.544 | onbekend    |
| 1998 | 17.434 | onbekend    |
| 1997 | 16.211 | onbekend    |
| 1996 | 18.244 | onbekend    |
| 1995 | 16.197 | 1414        |
| 1994 | 15.936 | onbekend    |
| 1993 | 12.475 | onbekend    |
| 1992 | 10.245 | onbekend    |
| 1990 | 09110  | onbekend    |
| 1989 | 07705  | onbekend    |
| 1988 | 08370  | onbekend    |
| 1987 | 08453  | onbekend    |
| 1986 | 08409  | onbekend    |
| 1985 | 07726  | onbekend    |
| 1984 | 10.474 | onbekend    |
| 1983 | 08972  | onbekend    |
| 1982 | 07326  | minimaal 7  |
| 1981 | 07003  | minimaal 1  |
| 1980 | 05274  | minimaal 1  |
| 1979 | 01953  | minimaal 1  |
| 1978 | 0148   | minimaal 1  |
| 1977 | 087    | 0           |
| 1976 | 0126   | 0           |